# Тулска катедрала
Катедрала „Св. Стефан“ (на френски: Cathédrale Saint-Étienne de Toul) е катедрала в град Тул в департамент Мьорт е Мозел на регион Гранд Ест, Франция.

## История
Тулската катедрала дълго време е катедра на Епархия Тул, която е създадена още през 365 г. После тя е и резиденция на княза-епископ на Свещената Римска империя. След прехода на част от територията на Лотарингия към Франция Тул се отнася към Провинция Три епископства. На 19 ноември 1777 г. е образувана епархия Нанси, към която е присъединен Тул. 
Самата катедрала е построена през XIII-XV век в готически стил.

## Характеристика
- Височина на кулите и на фасадата — 65 м
- Дължина – 98 метра
- Размери на трансепта – 56 м на 17 м
- Ширина на западната фасада — 32 м.[2]

Двата по-късно изградени параклиса са изградени в ренесансов стил.
От 1840 г. катедралата е исторически паметник.
- общ изглед
- апсидата с двата параклиса
- план на катедралата
- основният кораб